# World Games 2022/Inline-Speedskating
Bei den World Games 2022 in Birmingham, Alabama, fanden vom 8. bis 11. Juli insgesamt 18 Wettbewerbe im Inline-Speedskating statt, davon zehn auf der Bahn und acht auf der Straße. Austragungsort war das Birmingham CrossPlex.

## Bilanz

### Medaillenspiegel
| Platz  | Land              | Gold | Silber | Bronze | Gesamt |
| ------ | ----------------- | ---- | ------ | ------ | ------ |
| 1      | Kolumbien         | 7    | 4      | —      | 11     |
| 2      | Belgien           | 4    | —      | 1      | 5      |
| 3      | Italien           | 3    | 2      | 3      | 8      |
| 4      | Mexiko            | 1    | 1      | 1      | 3      |
| 5      | Ecuador           | 1    | —      | 3      | 4      |
| 6      | Deutschland       | 1    | —      | 2      | 3      |
| 7      | Spanien           | 1    | —      | 1      | 2      |
| 8      | Frankreich        | —    | 5      | 3      | 8      |
| 9      | Chinesisch Taipeh | —    | 2      | 3      | 5      |
| 10     | Chile             | —    | 2      | —      | 2      |
| 11     | Venezuela         | —    | 1      | —      | 1      |
| Gesamt | Gesamt            | 18   | 17     | 17     | 52     |

### Medaillengewinner

#### Bahn
Männer
| Disziplin                    | Gold                 | Silber                | Bronze                  |
| ---------------------------- | -------------------- | --------------------- | ----------------------- |
| 200 m Zeitfahren             | Duccio Marsili (ITA) | Andrés Jiménez (COL)  | Yvan Sivilier (FRA)     |
| 500 m Sprint                 | Andrés Jiménez (COL) | Duccio Marsili (ITA)  | Kuo Li-yang (TPE)       |
| 1000 m Sprint                | Duccio Marsili (ITA) | Ricardo Verdugo (CHI) | Bart Swings (BEL)       |
| 10.000 m Ausscheidungsfahren | Bart Swings (BEL)    | Daniel Zapata (COL)   | Giuseppe Bramante (ITA) |
| 10.000 m Punkterennen        | Bart Swings (BEL)    | Martin Ferrie (FRA)   | Nils Buhnemann (GER)    |

Frauen
| Disziplin                    | Gold                    | Silber                     | Bronze                |
| ---------------------------- | ----------------------- | -------------------------- | --------------------- |
| 200 m Zeitfahren             | Geiny Pajaro (COL)      | Asja Varani (ITA)          | Chen Ying-chu (TPE)   |
| 500 m Sprint                 | Laethisia Schimek (GER) | nicht vergeben             | nicht vergeben        |
| 1000 m Sprint                | Johana Viveros (COL)    | Angy Quintero (VEN)        | Gabriela Vargas (ECU) |
| 10.000 m Ausscheidungsfahren | Johana Viveros (COL)    | Alejandra Traslavina (CHI) | Gabriela Vargas (ECU) |
| 10.000 m Punkterennen        | Johana Viveros (COL)    | Marine Lefeuvre (FRA)      | Gabriela Vargas (ECU) |

#### Straße
Männer
| Disziplin                    | Gold                 | Silber              | Bronze               |
| ---------------------------- | -------------------- | ------------------- | -------------------- |
| 100 m                        | Jorge Martínez (MEX) | Kuo Li-yang (TPE)   | Duccio Marsili (ITA) |
| 1 Runde                      | Duccio Marsili (ITA) | Yvan Sivilier (FRA) | Simon Albrecht (GER) |
| 10.000 m Punkterennen        | Bart Swings (BEL)    | Daniel Zapata (COL) | Mike Páez (MEX)      |
| 15.000 m Ausscheidungsfahren | Bart Swings (BEL)    | Martin Ferrie (FRA) | Patxi Peula (ESP)    |

Frauen
| Disziplin                    | Gold                     | Silber                   | Bronze                |
| ---------------------------- | ------------------------ | ------------------------ | --------------------- |
| 100 m                        | Geiny Pajaro (COL)       | Chen Ying-chu (TPE)      | Asja Varani (ITA)     |
| 1 Runde                      | Nerea Langa Torres (ESP) | Mathilde Pedronno (FRA)  | Chen Ying-chu (TPE)   |
| 10.000 m Punkterennen        | Gabriela Vargas (ECU)    | Johana Viveros (COL)     | Marine Lefeuvre (FRA) |
| 15.000 m Ausscheidungsfahren | Johana Viveros (COL)     | Valentina Letelier (MEX) | Marine Lefeuvre (FRA) |